# Boica község
Boica község (románul: Comuna Băița) község Hunyad megyében, Romániában. Központja Boica, beosztott falvai Bárbura, Felsőkajanel, Füzesd, Hercegány, Krecsunesd, Nyavajásfalva, Ormingya, Pestyere, Szelistye (Hunyad megye), Tresztia.

## Népessége
A 2011-es népszámlálás adatai alapján a község népessége 3712 fő volt.